# Enallagma semicirculare
Enallagma semicirculare es una especie de odonato de la familia Coenagrionidae, casi exclusivamente mexicana, y en E.U.A. se ha reportado sólo en dos localidades, una en Nuevo México y la otra en Arizona.

## Nombre común
Caballito del diablo.

## Clasificación y descripción de la especie
El género Enallagma incluye al menos 47 especies de distribución Holártica. En Norteamérica es el segundo género más rico, solo después de Argia. E. semicirculare fue originalmente descrita a partir de ejemplares de Putla, Oaxaca, México. La cabeza es violeta o azul violáceo, el dorso es negro con dos manchas postoculares y una franja occipital que normalmente confluyen entre ellos. El tórax es violeta con líneas completas negras mediodorsal y humeral. Las marcas negras del abdomen son como sigue: marca dorsal variable en el segmento 2; segmentos 3-5 con manchas dorsoapicales cubriendo 0.2 del segmento; segmentos 6-7 con una línea mediodorsal que cubre casi todo el segmento; segmento 10 completamente negro dorsalmente.

## Distribución de la especie
esta especies se localiza en Arizona y Nuevo México (E.U.A.), y en México.

## Ambiente terrestre
Suele encontrarse asociada a cuerpos de agua, como charcas y estanques.

## Estado de conservación
No se considera dentro de ninguna categoría de riesgo.